# Iegor Chaïkov
Iegor Chaïkov, né le 20 juin 1980 à Moscou, est un footballeur russe international de beach soccer.

## Biographie
Iegor Chaïkov est formé au Torpedo Moscou. Il part ensuite pour l'Arsenal Tula où il reste pendant trois ans et joue 76 matchs pour 12 buts marqués dont le 800e du club en championnat. Après avoir quitté le club six mois pour le FC Titan Klin, il revient puis suspendu temporairement sa carrière. 
En 2005, il reçoit une proposition de Nikolai Pisarev pour jouer avec l'équipe de Russie de beach soccer qu'il accepte. Il débute en Euro Beach Soccer Cup dont il perd en finale. Au cours de l'année suivante, Chaïkov fait ses débuts avec le Strogino en championnat de Russie de beach soccer. En 2010, après une 3e place lors de l'Euro Beach Soccer League, Chaïkov est transféré vers le club de Delta Saratov avec trois coéquipiers, mais rejoint quelques mois après la nouvelle section beach soccer du Lokomotiv Moscou avec qui il remporte le titre de champion de Russie.

## Palmarès

### Individuel
Meilleur joueur de :
- l'Euro Winners Cup 2013
- la Coupe intercontinentale 2012

Meilleur buteur du Championnat de Russie en 2010

### En sélection
- Coupe du monde de beach soccer (2)
  - Vainqueur en 2011 et 2013

- Coupe intercontinentale de beach soccer (2)
  - Vainqueur en 2011 et 2012

- Euro Beach Soccer League (3)
  - Vainqueur en 2009, 2011 et 2013
  - Finaliste en 2012
  - 3e en 2007, 2008 et 2010

- Euro Beach Soccer Cup (2)
  - Vainqueur en 2010 et 2012
  - Finaliste en 2005

### En club
Coupe du monde des clubs
- Vainqueur en 2012 avec le Lokomotiv Moscou[2]
- 4e en 2011 avec le Lokomotiv Moscou

 Euro Winners Cup
- Vainqueur en 2013 avec le Lokomotiv Moscou

 Championnat de Russie (5)
- Champion en 2008, 2009 (Strogino), 2010, 2011 et 2012 (Lokomotiv Moscou)
- 3e en 2006, 2007 (Strogino) et 2013 (Lokomotiv Moscou)

 Coupe de Russie (5)
- Vainqueur en 2008, 2009 (Strogino), 2011, 2012 et 2013 (Lokomotiv Moscou)

 Supercoupe de Russie
- Vainqueur en 2011 avec le Lokomotiv Moscou